# Округ Далам (Тексас)
Округ Далам (енгл. Dallam County) је округ у америчкој савезној држави Тексас. По попису из 2010. године број становника је 6.703.

## Демографија
Према попису становништва из 2010. у округу је живело 6.703 становника, што је 481 (7,7%) становника више него 2000. године.
| Група             | 2000.         | 2010.         |
| Белци             | 4.257 (68,4%) | 3.726 (55,6%) |
| Афроамериканци    | 102 (1,6%)    | 84 (1,3%)     |
| Азијати           | 13 (0,2%)     | 41 (0,6%)     |
| Хиспаноамериканци | 1.766 (28,4%) | 2.717 (40,5%) |
| Укупно            | 6.222         | 6.703         |